# Henrik Hansen
Henrik Hansen (né le 26 mai 1920 et mort le 23 août 2010) est un lutteur danois spécialiste de la lutte gréco-romaine. Il participe aux Jeux olympiques d'été de 1948 et combat dans la catégorie des poids mi-moyens en lutte gréco-romaine. Il y remporte la médaille de bronze.

## Palmarès

### Jeux olympiques
- Jeux olympiques de 1948 à Londres,  Royaume-Uni
  -  Médaille de bronze.